# Clubiona neglectoides
Clubiona neglectoides là một loài nhện trong họ Clubionidae.
Loài này thuộc chi Clubiona. Clubiona neglectoides được Friedrich Wilhelm Bösenberg & Embrik Strand miêu tả năm 1906.